# Canó V3

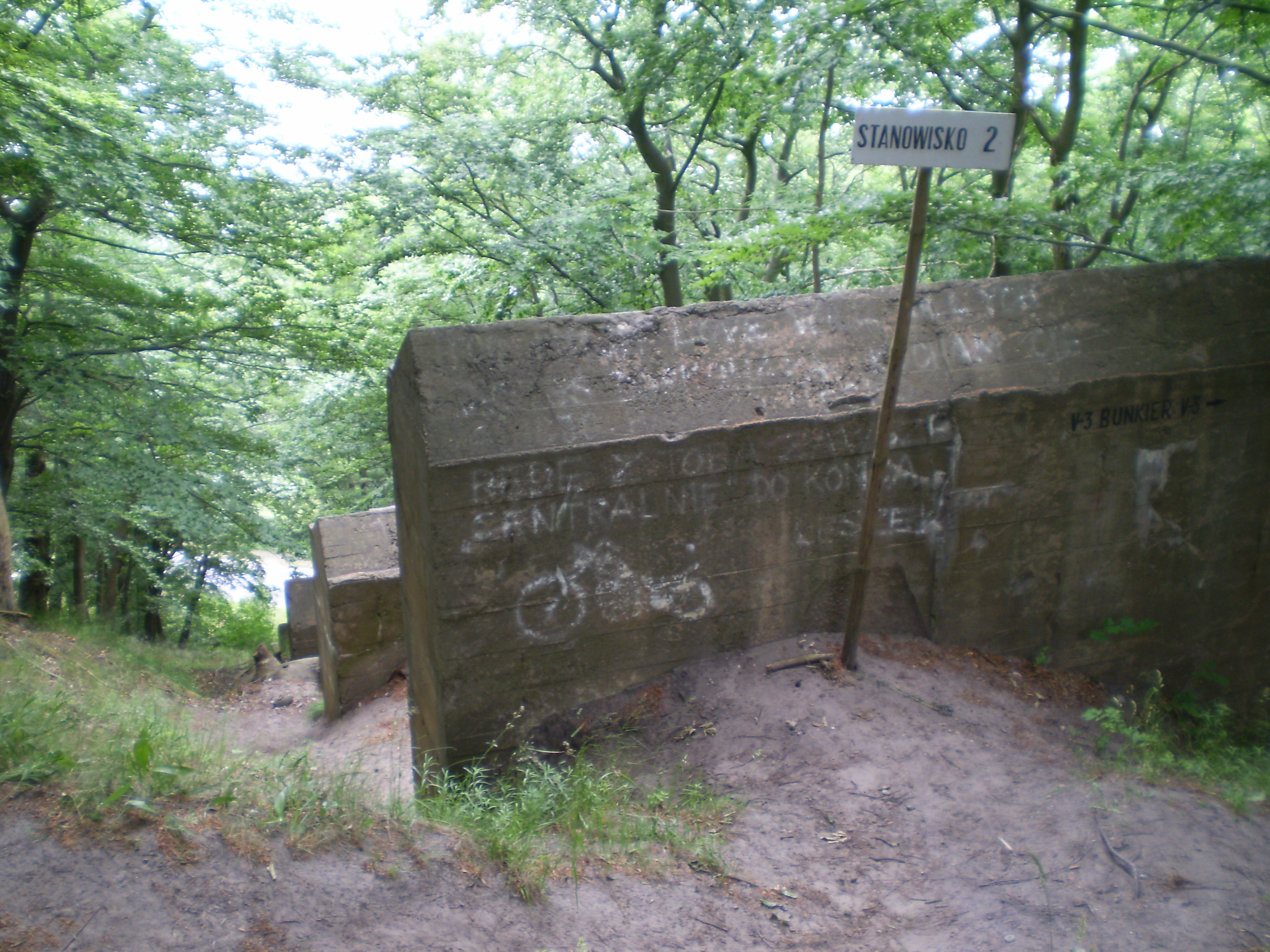
Restes d'un V-3 a Zalesie prop de Międzyzdroje, illa Wolin, Polònia (2008)

El V-3 (Vergeltungswaffe 3) va ser una superarma alemanya de la Segona Guerra Mundial, que funcionava amb el principi de la càrrega múltiple, con es projectava un projectil, el qual augmentava la seva velocitat gràcies a unes càrregues secundàries que impulsaven el projectil principal.
L'arma estava dissenyada per a bombardejar Londres des de 2 búnquers des de la Fortalesa de Mimoyecques a Pas-de-Calais, una regió al nord de Franca, però ja eren inservibles quan es van acabar de construir per culpa dels bombardejos dels Aliats. Dos canons similars van ser utilitzats per bombardejar Luxemburg des de desembre de 1944 fins a febrer de 1945.
El V3, també conegut com el Hochdruckpumpe («Bomba d'Alta Pressió»), va ser el nom en codi utilitzat pero amagar la real finalitat del projecte. També es coneixia com a Fleißiges Lieschen(«Lizzie Ocupat»).